# Tourisme sexuel
Le tourisme sexuel est un type de tourisme pratiqué par des individus qui voyagent dans le but d'avoir des relations sexuelles à caractère commercial avec les habitants du lieu de destination. Cependant, d’autres types de relations sexuelles existant dans les lieux touristiques et qualifiées de « normales » (tourisme de rencontre, tourisme libertin par exemple) sont considérées par des auteurs comme relevant du tourisme sexuel.
Le tourisme sexuel impliquant des enfants (ou tourisme pédophile) est considéré dans tous les pays du monde comme un crime.
La diffusion des infections transmises sexuellement et du VIH/sida constitue un des effets les plus graves du tourisme sexuel.

## Définition et approches disciplinaires
Le tourisme sexuel est une catégorie du tourisme dans laquelle on regroupe les touristes profitant de leur séjour pour avoir des rapports sexuels financièrement négociés (en argent ou en « cadeaux »), cette pratique peut d'ailleurs être le but même de leur voyage.
La définition de tourisme sexuel est apparue vers la fin des années 1970,,. Elle émerge avec une prise de conscience multiple d'acteurs dans le monde, notamment « militantes asiatiques […], des activistes chrétiens, en lutte contre le tourisme international, des féministes et des abolitionnistes qui condamnent la prostitution ». Les féministes japonaises utilisent notamment pour la première fois l'expression sex tourism pour qualifier les voyages des hommes japonais en Corée afin de consommer des prostituées, cette pratique est appelée « Kisaeng tours »,.
L'une des premières prises de conscience au niveau international du lien entre le tourisme et la sexualité est déclenchée par des contre-manifestations menées principalement par des féministes thaïlandaises et japonaises qui dénoncent cette pratique lors de la conférence de l'Organisation mondiale du tourisme (OMT) à Manille, en 1980,. Les pays du Nord « semblent découvrir avec stupéfaction [cette] internationalisation de la prostitution » ainsi que les liens entre ces deux activités, comme l'observe le sociologue Sébastien Roux. Les diverses condamnations de ces pratiques amènent les acteurs à définir cette catégorie touristique. Les membres de l'OMT, lors de la cinquante-deuxième session de l'institution au Caire en octobre 1995, rédigent la Déclaration sur la prévention du tourisme sexuel organisé, dans laquelle le tourisme sexuel est défini comme « les voyages organisés de l'intérieur du secteur touristique ou de l'extérieur de ce secteur mais en se servant de ses structures et de ses réseaux, avec pour objet essentiel la réalisation d'une relation sexuelle à caractère commercial entre le touriste et des habitants au lieu de destination ».
Dans leur analyse des disciplines abordant le tourisme sexuel —  anthropologique, sociologique, économique, très rarement géographique —, les géographes Emmanuel Jaurand et Stéphane Leroy relèvent les différentes approches et critiques faites à l'encontre de cette catégorie de tourisme depuis les années 1970, notamment dans les pays anglo-saxons, la France s'intéressant à cet objet plus récemment notamment avec les travaux de l'anthropologue Franck Michel. Ils rappellent ainsi la « critique radicale du phénomène, souvent dans une perspective marxiste ou postcoloniale », citant notamment l'ouvrage des new-zélandais Chris Ryan et C. Michael Hall (2001), voire la possible perspective néocolonialiste occidentale de la féministe Anne McClintock ou encore « expression de rapports de domination inhérents à l’expansion de l’impérialisme américain » pour la féministe Cynthia Enloe. Cette forme du tourisme permet également de critiquer l'activité touristique dans son ensemble, citant par exemple, les travaux de l'australien Malcolm Crick, et notamment son rôle dans la diffusion des « risques sociaux et sanitaires pour les prostituées et les populations locales, en particulier en liaison avec l’épidémie de sida ».
Le tourisme sexuel revêt diverses formes. Il désigne non seulement la prostitution consommée par les touristes, mais également d'« autres types de relations sexuelles existant dans les lieux touristiques et qualifiées de “normales” ». Il comprend le tourisme sexuel impliquant des enfants, dit aussi tourisme pédophile, les pratiques des touristes masculins et féminins, les pratiques homosexuelles. Emmanuel Jaurand et Stéphane Leroy citent quelques autres exemples appartenant à cette catégorie de tourisme : le « tourisme de romance », le « tourisme d’idylle » ou « tourisme de l’amour » pour qualifier les liaisons entre les femmes en provenance des pays développés et les (jeunes) hommes des pays du Sud ou encore le « tourisme libertin », auxquels peuvent être ajoutés certaines formes du « tourisme gay ».

## Les formes du tourisme sexuel
Le tourisme sexuel, bien que relevant principalement d'une consommation de la prostitution, revêt plusieurs formes dont le tourisme sexuel masculin, le tourisme sexuel féminin, le tourisme sexuel homosexuel, ainsi que les autres formes de tourisme liées à la sexualité, dont le tourisme libertin, le tourisme sexuel impliquant des enfants.
Ce tourisme sexuel utilise une prostitution locale préexistante, et parfois contribue à l'aggravation du phénomène de la prostitution. Dans certains pays, face à une législation contraignante, la prostitution peut prendre des formes diverses. Sébastien Roux observe, dans sa thèse de doctorat consacrée à la Thaïlande, que la prostitution dite traditionnelle est en concurrence avec des établissements de divertissement Go-go bar aux salons de massage, est soumis à une autre législation moins contraignante et favorisant tout autant les rencontres tarifées. L'anthropologue Christine Salomon distingue ces nouvelles relations qui « vont d’un soir, ou de quelques jours, à des formes plus stables entretenues par une communication à distance et l’envoi de mandats ».
Les lieux où touristes et prostitué(e)s modernes se rejoignent sont principalement les plages, les alentours des hôtels, ou encore les boîtes de nuit. Les prostitués masculins sont parfois appelés gigolos ou désormais beach-boys ou playboy,, ou escorts, professionnels ou amateurs, parfois simplement dragueurs ou bezness en Tunisie,, jinetero (jinetera pour les filles) à Cuba, buggaron ou sanky-panky en République dominicaine,, antiquaires et businessmen au Sénégal, ou encore bumsters dans la région touristique de Sénégambie.

### Le tourisme sexuel impliquant des enfants (TSIE)
Le tourisme sexuel impliquant des enfants (TSIE), en anglais : Child sex tourism, ou encore tourisme pédophile, est une forme de tourisme dans lequel des individus abusent sexuellement des enfants en échange d'une rémunération. Les conséquences de cette exploitation sexuelle sont très graves pour les mineurs qui la subissent : des maladies sexuellement transmissibles, auxquels les enfants sont particulièrement vulnérables ; la grossesse ; la stigmatisation sociale ; des troubles de stress post-traumatique après un viol qui entraînent la dépression, la toxicomanie et parfois le suicide,. Certains mineurs dans un mécanisme de défense contre ces troubles reproduisent à l'âge adulte le style sadique de leur proxénète et se livrent eux-mêmes au proxénétisme. Le Protocole facultatif concernant la vente d’enfants, la prostitution des enfants et la pornographie mettant en scène des enfants reconnaît l'existence de cette forme de tourisme et engage ses signataires à lutter contre le « tourisme pédophile » (Article 10). Les travaux préparatoires à ce Protocole prévoyaient la définition suivante — non retenue — « On entend par tourisme sexuel impliquant des enfants le tourisme organisé dans l’intention de faciliter ou réaliser [directement ou indirectement] [la vente d’enfants], [de la pornographie impliquant des enfants], la prostitution des enfants [ou toute autre pratique sexuelle illicite] ».

### Tourisme sexuel féminin
Très minoritaire, et longtemps occulté, le tourisme sexuel féminin se place dans la droite ligne de son homologue masculin. Franck Michel observe ainsi que ce « succès croissant du tourisme sexuel féminin montre que, dans ce domaine, la femme marche sur les pas de l’homme, réitérant les représentations du pouvoir, de la domination et de l’exploitation ». Cette forme de tourisme s'est d'ailleurs observée dans la région des Caraïbes, notamment en Haïti ou en République dominicaine, avant de se déplacer vers l'Afrique.
Les films Vers le sud (2006) de Laurent Cantet ou Paradise : Amour (2012) de Ulrich Seidl ont mis à l'écran la pratique de ce tourisme sexuel féminin. Le premier met en scène une femme d'une cinquantaine d'années s'offrir la compagnie d'un jeune garçon haïtien,, le second se passe au Kenya. Cette pratique, bien que peu décrite, est également une thématique abordée par l'écrivain et académicien Dany Laferrière, notamment dans ses romans La Chair du maître en 1997 et Vers le sud en 2006.
Le tourisme sexuel féminin privilégie, tout comme le tourisme masculin, les destinations du Sud, notamment le pourtour méditerranéen (Israël, Grèce, Maghreb,), l'Asie (Indonésie), l'Afrique subsaharienne (Cap-Vert, Gambie, Kenya, Madagascar, Sénégal, Tanzanie), ou encore dans les îles Caraïbes (Bahamas, Cuba, Haïti, Porto Rico, République dominicaine) pour prendre leur « vacances sexuelles »,,,.

### Tourisme sexuel gay
Le tourisme sexuel gay (tourisme dans le but d'avoir des relations sexuelles) est à différencier du tourisme gay pratiqué par la communauté LGBT vers des destinations et des structures d'hébergement « gay-friendly » leur offrant des activités de loisirs et des conditions de liberté et de sécurité.

### Tourisme libertin
Les libertins et échangistes qui pratiquent la sexualité de groupe, libre et non tarifée, peuvent fréquenter des établissements touristiques qui leur sont réservés, des agences de voyages sont spécialisées dans ces prestations touristiques. La revue Espaces consacre un numéro en 2009 au tourisme libertin. Les auteurs définissent celui-ci comme « Ni tourisme classique, ni tourisme sexuel lié à la prostitution, le tourisme libertin pourrait se définir comme le secteur qui s'intéresse au libertinage, c'est-à-dire au “plaisir joyeux du corps”, qu'il soit hétérosexuel ou homosexuel ».
L'aspect libre et consenti et non tarifé permettrait ainsi de différencier cette pratique du tourisme sexuel. Toutefois, les géographes Emmanuel Jaurand et Stéphane Leroy relèvent dans un article que le sexe reste ici « un élément de motivation essentiel dans le choix de la destination touristique » mais aussi que cette forme de sexualité n'est pas toujours dénuée de contrainte dans la pratique, citant notamment l'ouvrage La Planète échangiste (2005) de Daniel Welzer-Lang.

## Histoire du tourisme sexuel de masse
Les guerres de Corée, du Vietnam et d'Irak ont entraîné l'établissement de zones de « repos et récréation » pour les soldats américains qui y passaient leurs congés ; la prostitution a joué un rôle central dans ces lieux de «relaxation» et favorisé la traite d'êtres humains. Le recours massif à la prostitution militaire a permis le développement d'infrastructures qui ont servi ensuite au tourisme sexuel. En effet, la disponibilité de certains « services » finit par attirer des clients locaux, dont le nombre connaît une progression importante.
Selon certains stéréotypes, il y aurait « une culture de prostitution » en Corée du Sud, en Thaïlande et aux Philippines. En réalité, explique le sociologue Richard Poulin, la prostitution a connu un essor spectaculaire du fait de son organisation systématique par des armées d'occupation, notamment par l'armée américaine durant la Guerre du Viêt Nam (1955-1975). En Thaïlande, l'augmentation du nombre de prostituées a suivi une courbe exponentielle entre 1957, où les prostituées étaient 20 000, en 1964, où elles étaient 400 000, à la suite de l'établissement de sept bases militaires des forces armées américaines dans le pays.
La Banque mondiale a incité la Thaïlande, pendant la guerre du Vietnam, à favoriser l'expansion du tourisme pour assurer une plus grande croissance économique. Ainsi, la dite « culture de prostitution » est le produit de stratégies économiques encouragées par des organisations internationales comme la Banque mondiale et le Fonds monétaire international. En Corée du Sud, en Thaïlande et aux Philippines, ces politiques qui mettent l'accent sur le divertissement ont provoqué un fort développement des industries du sexe.

## Origines des touristes et principales destinations

### La provenance des touristes sexuels
Le tourisme sexuel concernait à l'origine principalement une clientèle issue des pays occidentaux ou des pays émergents, caractérisée par un niveau de vie élevé, qui s'orientait vers des pays du Sud, dits en développement, où la part de la population pauvre est élevée, même si la demande sexuelle locale était parfois encore plus importante. L'anthropologue Christine Salomon observe par exemple pour le tourisme sexuel féminin en Afrique qu'« à Zanzibar et au Malawi elles sont européennes et sud-africaines, au Kenya allemandes et anglaises, en Gambie scandinaves et anglaises et au Sénégal majoritairement françaises ». En 2006, l'anthropologue Franck Michel parle à ce sujet de « recolonisation du Sud par le Nord » ; plus généralement, le tourisme sexuel comme phénomène de masse est une des manifestations de l'inégalité économique, qui autorise, selon ce chercheur, l'exploitation et l'humiliation des femmes pauvres.
En 2016, une étude globale indique qu'il n'y a plus de profil type, les touristes étant de diverses régions, en affaires, migrants, militaires, membres associatifs, etc..

### Les lieux des pratiques du tourisme sexuel
Le tourisme sexuel est généralement associé à l'Asie du Sud-Est ; toutefois, comme le soulignent les géographes Emmanuel Jaurand et Stéphane Leroy, « le phénomène de la prostitution touristique a accru son ampleur en liaison avec la diffusion et la massification du tourisme international et avec la circulation de l’information sur internet ».
Les législations plus souples ou plus faciles à contourner (corruption, etc.), les cultures locales parfois peu répressives vis-à-vis de la sexualité, les institutions peu sensibilisées au phénomène ainsi que la pauvreté et la promiscuité favorisent le développement de la prostitution, même lorsque celle-ci est illicite, et dont profitent certains touristes.
La Fondation Scelles produit une carte consultable permettant de situer dans le monde les pays où la prostitution est développée, permettant de distinguer des pays comme les Philippines ou la Thaïlande, mais aussi ceux appartenant aux ensembles régionaux de l'Europe de l'Est, l'Afrique du Nord, le Proche-Orient ou encore des Caraïbes. Franck Michel, dans son ouvrage Voyage au bout du sexe (2006), considère que l'on peut établir « une sorte de cartographie du tourisme sexuel : les femmes vont à Goa, en Inde, en Jamaïque, en Gambie ; tandis que les hommes préfèrent les pays du Sud-Est asiatique, le Maroc, la Tunisie, le Sénégal, la République dominicaine, Cuba, le Panamá, le Surinam, le Mexique, sans oublier le Brésil où l’on ne compte pas moins de 500 000 enfants tombés dans la prostitution ».

## Économie
Le tourisme sexuel en lien avec l'industrie du commerce sexuel, de par ses formes multiples, à la fois légal et illégal, relève de l'économie souterraine. Les chiffres disponibles sont pour la plupart du temps des estimations.
Les Kisaeng tours ou encore sex tours des hommes japonais en Corée, encouragés par le gouvernement coréen, « représentaient 5 % du PNB », en 1989.
Une étude indique qu'en 1995, la prostitution concernait une part estimée entre « 59 et 60 % du budget du gouvernement » thaïlandais.
Plusieurs ouvrages indiquent que la part de la prostitution représenterait de 2 à 14 % du PIB des économies nationales des pays de l'Asie du Sud-Est (Thaïlande, Indonésie, Malaisie et Philippines), reprenant les observations faites en 1998 par l'Organisation internationale du travail (OIT) sur le sujet,,,.

## Législation
Selon les pays la législation autour du tourisme sexuel n'est pas la même, même si on observe des points communs. Une différence majeure entre les pays sur ce sujet concerne l'âge à partir duquel un individu est considéré comme ayant atteint une « majorité sexuelle », soit à partir duquel il peut librement avoir des relations sexuelles.

### La lutte contre le tourisme sexuel impliquant des enfants
Certains touristes sexuels cherchent des relations avec des enfants, ce qui constitue un délit ou un crime (voir l'article Abus sexuel sur mineur). Pour contrer ce phénomène, des pays (comme le Canada, la France et la Belgique) ont adopté des lois d'exception permettant de punir eux-mêmes leurs ressortissants lorsqu'ils ont eu de telles relations dans un pays étranger, voire se sont dotés d'une compétence dite universelle afin de punir eux-mêmes quiconque se trouve sur leur territoire et a commis un tel délit à l'étranger (comme la Suisse).
Le Code criminel du Canada contient des dispositions permettant d'arrêter et de poursuivre les Canadiens au Canada pour des infractions commises à l'étranger, notamment la prostitution des enfants ou encore les infractions d'exploitation sexuelle d'enfants. Une condamnation entraîne une peine d'emprisonnement pouvant aller jusqu'à 14 ans. Les dispositions du Code criminel relatives au tourisme sexuel impliquant des enfants (projets de loi C‑27 et C‑15A) sont entrées en vigueur le 26 mai 1997 et le 23 juillet 2002 respectivement. Le Code criminel s'est attribué une compétence extraterritoriale pour plusieurs infractions concernant l'exploitation sexuelle des enfants.

## Représentation dans la culture populaire
Un certain nombre d'œuvres cinématographiques ou encore littéraires décrit ou aborde le tourisme sexuel et ses dérivés comme la prostitution touristique.
- Littérature
  - La Fleur du Capital, roman de Jean-Noël Orengo (2015) ;
  - Vers le sud, roman de Dany Laferrière (2006) ;
  - La Mauvaise Vie, récit de Frédéric Mitterrand (2005) ;
  - La Salamandre, roman de Jean-Christophe Rufin (2005) ;
  - Plateforme, roman de Michel Houellebecq (2001)[21] ;
  - La Chair du maître, roman de Dany Laferrière (1997)

- Cinéma
  - Paradis : Amour, 2012, film d'Ulrich Seidl Il décrit la réalité du tourisme sexuel d'européennes riches et âgées dans les districts balnéaires des côtes kenyanes autour de Mombasa (principalement Nyali et Diani) ;
  - Lady Bar, 2006, téléfilm de Xavier Durringer, diffusé sur la chaîne Arte[43]. Une suite — Lady Bar 2 — a été réalisée en 2009. Le sujet du film est de montrer, en dehors des clichés traditionnels, les aventures de deux Français aux prises avec les arcanes compliqués de la prostitution touristique thaïlandaise ;
  - Vers le sud, 2005, Laurent Cantet, avec Charlotte Rampling, Karen Young, Louise Portal. Très rare film à propos du tourisme sexuel féminin, ce film s'attarde sur trois femmes nord-américaines en Haïti, à la fin des années 1970[21]. Le scénario s'inspire de trois nouvelles du romancier Dany Laferrière.
  - Bezness, 1992, film du réalisateur tunisien Nouri Bouzid.